# Jorrit Bergsma (schaatser)
Jacob Jorrit Bergsma (Oldeboorn, 1 februari 1986) is een Nederlands langebaan- en marathonschaatser. Op 18 februari 2014 werd hij in het Russische Sotsji olympisch kampioen op de 10.000 meter. In 2013, 2015 en 2019 werd hij wereldkampioen op die afstand. In 2020 werd hij wereldkampioen op de massastart.

## Biografie
Bergsma won op 10 oktober 2009 de eerste wedstrijd om de DSB Bank Cup. In het seizoen 2009/2010 probeerde hij zich namens Kazachstan te plaatsen voor de Olympische Spelen in Vancouver. Tijdens het nationale kampioenschap in het Russische Tsjeljabinsk won Bergsma de 5000 meter in 6.28,21 minuten, enkele honderdsten seconde sneller dan een paar weken daarvoor. Bergsma had zich hiermee geplaatst voor de wereldbekerwedstrijden in Berlijn. De ISU liet de Nederlandse Kazachen niet starten en Bergsma besloot later het Kazachse avontuur niet door te zetten. Later dat seizoen won Bergsma in Oostenrijk de Alternatieve Elfstedentocht.
Op 10 februari 2010 won Bergsma de Nederlandse kampioenschappen marathonschaatsen op natuurijs 2010 door in een sprint medevluchter Douwe de Vries te verslaan. Op 29 december 2010 soleerde hij naar de winst in de Ronde van Duurswold, de eerste editie van deze natuurijsklassieker.
Sinds het seizoen 2010/2011 schaatst Bergsma voor het BAM-team. In november 2011 werd hij Nederlands kampioen op de 5000 meter. De eerste wereldbekerwedstrijden werden verreden in Tsjeljabinsk, de baan waarop hij ook Kazachs kampioen werd en ook daar wist hij te winnen, in een nieuw baanrecord: 6.18,74.
Op 8 februari 2012 won Bergsma de Nederlandse kampioenschappen marathonschaatsen op natuurijs 2012 op de Grote Rietplas in Emmen. Hiermee werd hij na Dries van Wijhe de tweede schaatser die tweemaal dit kampioenschap op zijn naam bracht.
In het seizoen 2012/2013 kende Bergsma een sterke seizoensstart. Hij won op 27 oktober de marathonwedstrijd van Deventer en stond in november aan de start op het NK afstanden 2012. Op de NK afstanden werd Bergsma derde op de 5000 meter en won hij de 10.000 meter. Tijdens de eerste wereldbekerwedstrijden van dat seizoen in Thialf werd hij tweede op de 5000 meter, een week later in Kolomna werd hij op dezelfde afstand derde in een persoonlijk record en won hij twee dagen later de massastart.
Een week later, bij de wereldbekerwedstrijden in Astana neemt Bergsma voor het eerst deel aan de ploegenachtervolging door afwezigheid van Sven Kramer. Met Koen Verweij en Jan Blokhuijsen haalt hij het goud binnen. Een dag later wint Bergsma ook de 10.000 meter in 12.50,40; de vijfde tijd ooit op die afstand.
Op 26 januari 2013 wordt Bergsma derde tijdens de Nederlandse kampioenschappen marathonschaatsen op natuurijs achter teamgenoten Christijn Groeneveld en Arjan Stroetinga. Tijdens de Open NK marathon op natuurijs op de Weissensee wint Bergsma na 100 km de eindsprint. Bergsma wint de wereldbeker over de 5000/10.000 meter, voor hem de eerste grote prijs bij het langebaanschaatsen. Het seizoen sluit hij af door wereldkampioen te worden op de 10.000 meter.
Bergsma behaalde tijdens de Olympische Winterspelen 2014 in Sotsji een bronzen medaille op de 5000 meter en een gouden op de 10.000 meter. Zijn winnende tijd op de 10.000 meter bedroeg 12.44,45; een olympisch record, een wereldrecord op een laaglandbaan en een persoonlijk record.
Het seizoen 2014/2015 begint voor Bergsma ijzersterk, Bergsma wint de eerste marathonwedstrijd met overmacht door het hele peloton op minimaal 1 ronde achterstand te rijden. Enkele weken later wint Bergsma de 10.000 meter tijdens de Nederlandse Kampioenschappen en wordt 2e op de 5000 meter. Hij wint ook de vijfde marathonwedstrijd in Haarlem. Op 27 december 2014 maakt Bergsma zijn debuut op het NK Allround, waar hij vierde wordt in het eindklassement en de 5 en 10.000 meter wint. Ondanks een PR op de 500 meter verliest Bergsma op de 500 en de 1500 meter te veel waardoor een podiumplaats er niet in zat. Een week later wint Bergsma de Nederlandse kampioenschappen marathonschaatsen op kunstijs 2015 in Groningen. Bergsma doet dit door in samenwerking met zijn teamgenoten het peloton op een ronde te rijden met Marcel van Ham in zijn kielzog. Op 17 januari is Bergsma winnaar van de 14e KPN marathon Cup wedstrijd op zijn thuisbaan in Heerenveen.
Tijdens de wereldbekerwedstrijden in Hamar start Bergsma met de ambitie om zich te plaatsen voor het WK-allround, hiervoor gaat hij de concurrentie aan met Wouter Olde Heuvel en Douwe de Vries.  Voor de kwalificatie wordt een klassement opgemaakt over de 5000 en 1500 meter. Op de 5000 meter pakt Bergsma een ruime voorsprong maar dit blijkt niet genoeg, Bergsma moet zowel Olde Heuvel als de Vries voor zich  dulden in het klassement waardoor hij zich niet plaatst voor het wk allround.
Op de WK afstanden wint Bergsma de 10.000 meter waar hij als torenhoge favoriet aan de start verschijnt. Bergsma deed dat door een 6e tijd ooit (12.54,82) neer te zetten op de baan van Heerenveen. Erik Jan Kooiman had hem kort voor zijn rit “op scherp gezet” door met een persoonlijk record van 13.02,57 een uitstekende tijd te noteren.  

### Persoonlijk
Bergsma is een achterneef van Elfstedentocht-schaatsster Wopkje Hutting-Kooistra.
Bergsma is getrouwd met Heather Richardson. Het echtpaar heeft één zoon Brent en een dochter Barbara Jean. Hij werd op 25 februari 2014 Ridder in de Orde van Oranje-Nassau.

## Records

### Persoonlijke records
| Afstand      | Tijd     | Datum            | Baan       |
| ------------ | -------- | ---------------- | ---------- |
| 500 meter    | 38,25    | 27 december 2014 | Heerenveen |
| 1000 meter   | 1.14,30  | 20 december 2014 | Heerenveen |
| 1500 meter   | 1.47,08  | 2 november 2013  | Calgary    |
| 3000 meter   | 3.39,79  | 3 november 2013  | Calgary    |
| 5000 meter   | 6.06,93  | 10 november 2013 | Calgary    |
| 10.000 meter | 12.37,72 | 28 december 2020 | Heerenveen |

## Belangrijkste overwinningen
Seizoen 2011
- Kazachs kampioenschap 5000 meter
- Alternatieve Elfstedentocht
- Nederlands kampioenschap marathonschaatsen op natuurijs
- Ronde van Duurswold

Seizoen 2012
- Nederlands kampioenschap afstanden 5000 meter
- Nederlands kampioenschap marathonschaatsen op natuurijs
- Wereldbeker Tsjeljabinsk 5000 meter
- Wereldbeker Heerenveen 10.000 meter

Seizoen 2013
- Nederlands kampioenschap afstanden 10.000 meter
- Nederlands kampioen marathon natuurijs (Weissensee)
- Eindklassement wereldbeker 5000&10.000 meter
- Wereldkampioen 10.000 meter

Seizoen 2014
- Olympisch kampioen 10.000 meter
- Eindklassement wereldbeker 5000&10.000 meter

Seizoen 2015
- Nederlands kampioenschap afstanden 10.000 meter
- Nederlands kampioenschap marathonschaatsen op kunstijs

Seizoen 2016
- Nederlands kampioenschap marathonschaatsen op natuurijs (Weissensee)

## Resultaten langebaan
In 2010 reed Bergsma het Kazachs kampioenschap, per afstanden en won goud op de 5000 meter.
| Jaar | NK Afstanden                      | NK Allround        | WK Afstanden                                            | Olympische Spelen                                                      | Wereldbeker                                                     |
| ---- | --------------------------------- | ------------------ | ------------------------------------------------------- | ---------------------------------------------------------------------- | --------------------------------------------------------------- |
| 2011 | 5000 m · 10.000 m                 |                    |                                                         |                                                                        | 7e 5000/10.000 m                                                |
| 2012 | 5000 m · 10.000 m                 |                    | 10.000 m                                                | 5000/10.000 m · Massastart · 5e Grand World Cup                        |                                                                 |
| 2013 | 5000 m · 10.000 m                 |                    | 5000 m · 10.000 m                                       | 5000/10.000 m · Ploegenachtervolging · 5e Massastart · Grand World Cup |                                                                 |
| 2014 | 5000 m · 10.000 m · 9e massastart |                    |                                                         | 5000 m · 10.000 m                                                      | 5000/10.000 m · Ploegenachtervolging · Grand World Cup          |
| 2015 | 5000 · 10.000 m · 19e massastart  | 4e · (19e, , 4e, ) | 5000 m · 10.000 m · 19e massastart                      |                                                                        | 45e 1500 m · 5000/10.000 m · 4e Massastart · 5e Grand World Cup |
| 2016 | 13e 1500m · 5000m · DQ 10.000m    |                    | 5000m · 21e massastart                                  | 5000/10.000m · 4e massastart                                           |                                                                 |
| 2017 | 5000m · 10.000m                   |                    | 5000m · 10.000m · Ploegenachtervolging · 14e massastart | 5000/10.000m · massastart                                              |                                                                 |
| 2018 | 5000m · 10.000m                   |                    |                                                         | 10.000m                                                                | 14e 5000/10.000m 21e massastart                                 |
| 2019 | 5000m · 10.000 m · 18e massastart |                    | 12e 5000 m · 10.000m                                    |                                                                        | 22e 5000/10.000m                                                |
| 2020 | 5000m · 10.000 m · 12e massastart |                    | 8e 5000 m · 4e 10.000m · massastart                     |                                                                        | 6e 5000/10.000m 7e massastart                                   |
| 2021 | 4e 5000m 4e 10.000 m              |                    | 5e 5000m · 10.000m · 7e massastart                      |                                                                        | 6e 5000/10.000m · massastart                                    |
| 2022 | 5000m · 10.000m · 17e massastart  |                    |                                                         | 5e 5000m 4e 10.000m                                                    | 5e 5000/10.000m 5e massastart                                   |
| 2023 | 5000m · 10.000m · massastart      |                    | 4e 5000m · 10.000m · 5e massastart                      |                                                                        | 19e 5000/10.000m 28e massastart                                 |
| 2024 | 7e 5000m · 10.000m                |                    | 5e 10.000m                                              |                                                                        | 40e 5000/10.000m                                                |
| 2025 | 5000m · 10.000m · 9e massastart   |                    | 12e 5000m 4e 10.000m 18e massastart                     |                                                                        | 20e 5000/10.0000m 6e massastart                                 |

### Wereldbekerwedstrijden
| Seizoen   | 1500 m              | 5000/10.000 m            | Ploegenachtervolging | Massastart        |
| --------- | ------------------- | ------------------------ | -------------------- | ----------------- |
| 2010/2011 |                     | 9e, 9e, * , -, 12e* , 5e |                      |                   |
| 2011/2012 |                     | , *, -, *, 5e            |                      | 5e, 16e,          |
| 2012/2013 |                     | , *, , *,                | -, , -               | 6e, , 5e, DSQ     |
| 2013/2014 |                     | , , -*, ,                | - , -,               |                   |
| 2014/2015 | -, -, -, -, 16eB, - | -, -*, ,                 |                      | -, -, 4e, DNF, -, |
| 2015/2016 |                     | ,*,                      | -,-,                 |                   |
| 2016/2017 |                     | , -, *,,                 | -, -,                | , 9e              |
| 2017/2018 |                     | 7e, 4e*, 16e             | 10e                  | 9e                |
| 2018/2019 |                     | -, -, 1eB*, 5e, -, -     | -, -, 8e             |                   |
| 2019/2020 |                     | , 6e, 5e, -, 6e, 5e      |                      | , , -, 10e        |
| 2020/2021 |                     | 5e, 6e                   |                      | 9e,               |

* = 10.000 m

### Medaillespiegel
| Kampioenschap         | Goud | Zilver | Brons |
| --------------------- | ---- | ------ | ----- |
| NK Afstanden          | 9    | 8      | 5     |
| WK Afstanden          | 4    | 7      | 0     |
| EK Afstanden          | 0    | 1      | 0     |
| Olympische Spelen     | 1    | 1      | 1     |
| Wereldbeker afstanden | 24   | 19     | 6     |
| Wereldbekerklassement | 6    | 2      | 3     |

## Resultaten marathon (top drie)
2009
- 3e Essent Cup 5 Assen
- 1e KNSB Cup 8 Alkmaar
- 2e Essent Cup 6 Amsterdam

2010
- 1e Essent Cup 11 Eindhoven

2011
- 1e Marathon Cup 1 Alkmaar
- 1e Marathon Cup 16 Biddinghuizen
- 2e Marathon Cup 18 Biddinghuizen
- 1e Alternatieve Elfstedentocht Weissensee
- 2e Grand Prix FlevOnice Biddinghuizen
- 1e Nederlandse kampioenschappen Natuurijs Zuilaardermeer
- 1e Driedaagse dag 2 Breda

2012
- 1e KPN Marathon Cup 5 Hoorn
- 3e KPN Marathon Cup 10 Amsterdam
- 1e Ronde van Duurswold Steendam
- 1e Essent ISU World Cup Finale Heerenveen

2013
- 1e KPN Marathon Cup 1 Amsterdam
- 2e KPN Marathon Cup 2 Heerenveen
- 1e KPN Marathon Cup 1 Utrecht
- 1e KPN Marathon Cup 11 Enschede
- 3e KPN Marathon Cup 14 Deventer
- 3e Aart Koopmans Memorial Weissensee
- 1e Nederlands Kampioenschappen op Natuurijs Emmen
- 1e Dwars Door Akkrum Akkrum
- 1e Essent ISU World Cup Finale

2014
- 1e KPN Marathon Cup 3 Deventer
- 1e Essent ISU World Cop 2 Kolomna
- 3e KPN Nederlands Kampioenschap Elburg
- 1e KPN Open Nederlands Kampioenschap Weissensee
- 1e Kwintus Nova Thropy Dronten
- 3e KPN Marathon Cup 7 Eindhoven
- 2e KPN Marathon Cup Finale Amsterdam

2015
- 1e KPN Marathon Cup 1 Amsterdam
- 1e KPN Marathon Cup 5 Haarlem
- 1e KPN Marathon Cup 14 Heerenveen

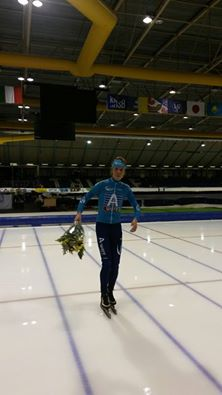
Jorrit Bergsma winnaar van de KPN marathon cup 14 in Heerenveen.

- 1e KPN Nederlands Kampioenschap Marathon Senioren Groningen

2016
- 1e KPN Marathon Cup 3 Deventer

2017
- 2e KPN Marathon Cup 9 Breda